# Judo agli VIII Giochi della Francofonia
Le competizioni di lotta agli VIII Giochi della Francofonia si sono svolti nel luglio 2017 ad Abidjan, in Costa d'Avorio. Si sono svolti 14 tornei, 7 maschili e 7 femminili.

## Podi

### Uomini
| Evento  | Oro                         | Argento                  | Bronzo                       |
| 60 kg   | Jolan Florimont Francia     | Flavio Dimarca Vallonia  | Lionel Schwander Svizzera    |
| 60 kg   | Jolan Florimont Francia     | Flavio Dimarca Vallonia  | Mohammed Jafy Marocco        |
| 66 kg   | Franck Vernez Francia       | Gueorgui Poklitar Québec | Dieudonné Nama Etoga Camerun |
| 66 kg   | Franck Vernez Francia       | Gueorgui Poklitar Québec | Imad Bassou Marocco          |
| 73 kg   | Akil Gjakova Kosovo         | Ahmed El Meziati Marocco | Alexandru Raicu Romania      |
| 73 kg   | Akil Gjakova Kosovo         | Ahmed El Meziati Marocco | Patrick Cantin Québec        |
| 81 kg   | Alpha Oumar Djalo Francia   | Achraf Moutii Marocco    | Saliou Ndiaye Senegal        |
| 81 kg   | Alpha Oumar Djalo Francia   | Achraf Moutii Marocco    | Franck Bell Ngindjel Camerun |
| 90 kg   | Louis Krieber-Gagnon Québec | Tobias Meier Svizzera    | Grigor Sahakyan Armenia      |
| 90 kg   | Louis Krieber-Gagnon Québec | Tobias Meier Svizzera    | Zachary Burt Canada          |
| 100 kg  | Rebouka Ariano Francia      | Marc Deschenes Canada    | Luca Kunszabo Romania        |
| 100 kg  | Rebouka Ariano Francia      | Marc Deschenes Canada    | Ousmane Diallo Mali          |
| +100 kg | Messie Katanga Francia      | Mbagnick Ndiaye Senegal  | Jean-François Ouellet Québec |
| +100 kg | Messie Katanga Francia      | Mbagnick Ndiaye Senegal  | Adil Hajji Marocco           |

### Donne
| Evento | Oro                            | Argento                                 | Bronzo                              |
| 48 kg  | Olfa Saoudi Tunisia            | Virginia Aymard Francia                 | Aziza Chakir Marocco                |
| 48 kg  | Olfa Saoudi Tunisia            | Virginia Aymard Francia                 | Diana Kwan Hu Madagascar            |
| 52 kg  | Distria Krasniqi Kosovo        | Christianne Legentil Mauritius          | Tamara Silva Svizzera               |
| 52 kg  | Distria Krasniqi Kosovo        | Christianne Legentil Mauritius          | Ikram Soukate Marocco               |
| 57 kg  | Sarah Harachi Francia          | Zouleiha Abzetta Dabonne Costa d'Avorio | Soumiya Iraoui Marocco              |
| 57 kg  | Sarah Harachi Francia          | Zouleiha Abzetta Dabonne Costa d'Avorio | Sarah Sylva Mauritius               |
| 63 kg  | Emily Burt Québec              | Cloe Yvin Francia                       | Sofia Belattar Marocco              |
| 63 kg  | Emily Burt Québec              | Cloe Yvin Francia                       | Mariem Bjaoui Tunisia               |
| 70 kg  | Melissa Heleine Francia        | Alix Renaud-Roy Québec                  | Fatim Fofana Costa d'Avorio         |
| 70 kg  | Melissa Heleine Francia        | Alix Renaud-Roy Québec                  | Ayuk Otay Arrey Sophina Camerun     |
| 78 kg  | Stessie Bastareaud Francia     | Mina Coulombe Canada                    | Audrey Dilane Njepang Camerun       |
| 78 kg  | Stessie Bastareaud Francia     | Mina Coulombe Canada                    | Sarra Mzougui Tunisia               |
| +78 kg | Anne Fatoumata M'Bairo Francia | Andrea Eyui Mbengone Gabon              | Kimberly Carole Imongo RD del Congo |
| +78 kg | Anne Fatoumata M'Bairo Francia | Andrea Eyui Mbengone Gabon              | Aicha Isilo Madagascar              |